# Водарг, Вольфганг
Вольфганг Водарг (род. 2 марта 1947 в Итцехо, земля Шлезвиг-Гольштейн) — немецкий врач, политик, член СДПГ, председатель комитета здравоохранения Парламентской ассамблеи Совета Европы.

## Образование и работа по профессии
Родился 2 марта 1947 в Итцехо (земля Шлезвиг-Гольштейн).
В 1966 году, после окончания средней школы, изучал медицину в Берлине и Гамбурге. Получил лицензию врача в 1973 году. В 1974 получил докторскую степень (Dr. Med.) в университете Гамбурга, защитив диссертацию на тему «Психиатрические болезни моряков — исследование самоубийства, алкоголизма и других важных психиатрических заболеваний». В дальнейшем работал судовым врачом и портовым врачом в Гамбурге. С 1983 года работал в органах здравоохранения во Фленсбурге (нем. Amtsarzt) и читал лекции в университете Фленсбурга.

## Политическая работа
Вступил в СДПГ в 1988 году.
С 1994 по 2009 год был членом бундестага Германии.
Как председатель комитета здравоохранения Парламентской ассамблеи Совета Европы, 18 декабря 2009 года Водарг подписал проект резолюции, которая будет обсуждаться в январе 2010 года. Он призвал к расследованию предполагаемого влияния фармацевтических компаний в глобальной компании ВОЗ по борьбе с пандемией гриппа H1N1 в 2009 году. В 2009—2010 годах он заявлял, что пандемия свиного гриппа была фальшивкой, позволившей заработать фармацевтическим компаниям на продаже вакцины.